# Jussarupt
Jussarupt ([ ʒysaʁy] , en vosgien de la montagne [ ʒuxjɛʁi]) est une commune française située dans le département des Vosges, en région Grand Est.
Ses habitants sont appelés les Jussarois.

## Géographie

### Localisation
Jussarupt occupe un petit vallon qui domine la rive gauche de la Vologne. C'est une commune rurale, avec deux scieries pour 240 hectares de forêts et une entreprise de fabrication de viande fumée.

### Géologie et relief
La commune se compose de 59,09 hectares de territoires artificialisés (8,95 %), 161,66 hectares de territoires agricoles (24,49 %) et 438,76 hectares de forêts et milieux semi-naturels (66,48 %).
Espaces naturels :
- Un espace protégé hors Natura 2000 :

La bouyere.
- Deux espaces protégés hors Natura 2000[3].

Tourbière de la Bouyère.
Massif vosgien.
- Deux zones naturelles d'intérêt écologique, faunistique et floristique (Znieff) :

Tourbière de la Bouyère à Jussarupt,
Massif vosgien.
Le relief s'élève vers l'ouest (676 m au Chamont), le sud-ouest où culmine la colline de La Leu (761 m) et au sud, où la D 50 monte vers le village voisin de Champdray. Né sur les pentes de La Leu, le ruisseau des Clous traverse le village pour rejoindre la Vologne. De La Leu s'offre un panorama intéressant sur la vallée, offrant par beau temps jusqu'à la basilique de Saint-Nicolas à 70 km d'ici. Dès le début du XXe siècle, des aménagements ont été faits pour rendre le lieu agréable.

### Hydrographie et les eaux souterraines
Hydrogéologie et climatologie : Système d’information pour la gestion des eaux souterraines du bassin Rhin-Meuse :
Territoire communal : Occupation du sol (Corinne Land Cover); Cours d'eau (BD Carthage),
Géologie : Carte géologique; Coupes géologiques et techniques,
 Hydrogéologie : Masses d'eau souterraine; BD Lisa; Cartes piézométriques.
La commune est située dans le bassin versant du Rhin au sein du bassin Rhin-Meuse. Elle est drainée par la Vologne et le ruisseau des Clous,.
La Vologne prend sa source à plus de 1 240 mètres d'altitude, sur le domaine du jardin d'altitude du Haut-Chitelet, entre le Hohneck et le col de la Schlucht, et se jette dans la Moselle à Jarménil, à 358 m d'altitude.

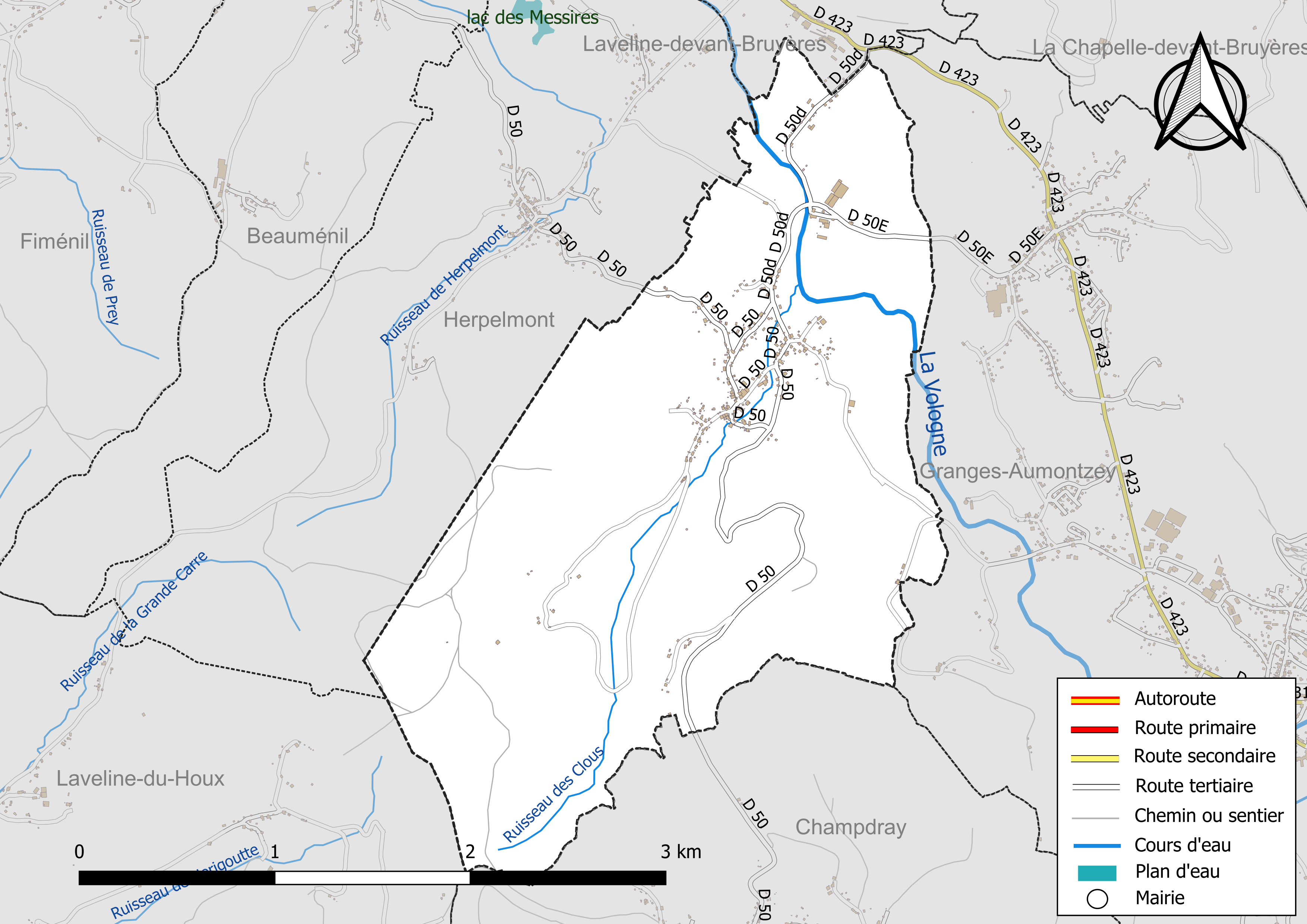
Réseaux hydrographique et routier de Jussarupt.

La qualité des eaux de baignade et des cours d’eau peut être consultée sur un site dédié géré par les agences de l’eau et l’Agence française pour la biodiversité.

### Climat
Pour des articles plus généraux, voir Climat du Grand Est et Climat des Vosges.
En 2010, le climat de la commune est de type climat de montagne, selon une étude du Centre national de la recherche scientifique s'appuyant sur une série de données couvrant la période 1971-2000. En 2020, Météo-France publie une typologie des climats de la France métropolitaine dans laquelle la commune est exposée à un climat semi-continental et est dans la région climatique  Vosges, caractérisée par une pluviométrie très élevée (1 500 à 2 000 mm/an) en toutes saisons et un hiver rude (moins de 1 °C).
Pour la période 1971-2000, la température annuelle moyenne est de 9 °C, avec une amplitude thermique annuelle de 16,9 °C. Le cumul annuel moyen de précipitations est de 1 385 mm, avec 14,6 jours de précipitations en janvier et 11,2 jours en juillet. Pour la période 1991-2020, la température moyenne annuelle observée sur la station météorologique de Météo-France la plus proche, « Le Roulier_sapc », sur la commune du Roulier à 10 km à vol d'oiseau, est de 10,2 °C et le cumul annuel moyen de précipitations est de 1 000,2 mm. 
La température maximale relevée sur cette station est de 38,1 °C, atteinte le 25 juillet 2019 ; la température minimale est de −18,3 °C, atteinte le 20 décembre 2009,,.
Les paramètres climatiques de la commune ont été estimés pour le milieu du siècle (2041-2070) selon différents scénarios d'émission de gaz à effet de serre à partir des nouvelles projections climatiques de référence DRIAS-2020. Ils sont consultables sur un site dédié publié par Météo-France en novembre 2022.

## Urbanisme

### Typologie
Au 1er janvier 2024, Jussarupt est catégorisée commune rurale à habitat dispersé, selon la nouvelle grille communale de densité à sept niveaux définie par l'Insee en 2022.
Elle est située hors unité urbaine. Par ailleurs la commune fait partie de l'aire d'attraction de Gérardmer, dont elle est une commune de la couronne,. Cette aire, qui regroupe 13 communes, est catégorisée dans les aires de moins de 50 000 habitants,.

### Occupation des sols
L'occupation des sols de la commune, telle qu'elle ressort de la base de données européenne d’occupation biophysique des sols Corine Land Cover (CLC), est marquée par l'importance des forêts et milieux semi-naturels (66,6 % en 2018), une proportion sensiblement équivalente à celle de 1990 (66,4 %). La répartition détaillée en 2018 est la suivante : 
forêts (66,6 %), prairies (19,9 %), zones urbanisées (8,9 %), terres arables (4,4 %), zones agricoles hétérogènes (0,1 %). L'évolution de l’occupation des sols de la commune et de ses infrastructures peut être observée sur les différentes représentations cartographiques du territoire : la carte de Cassini (XVIIIe siècle), la carte d'état-major (1820-1866) et les cartes ou photos aériennes de l'IGN pour la période actuelle (1950 à aujourd'hui).

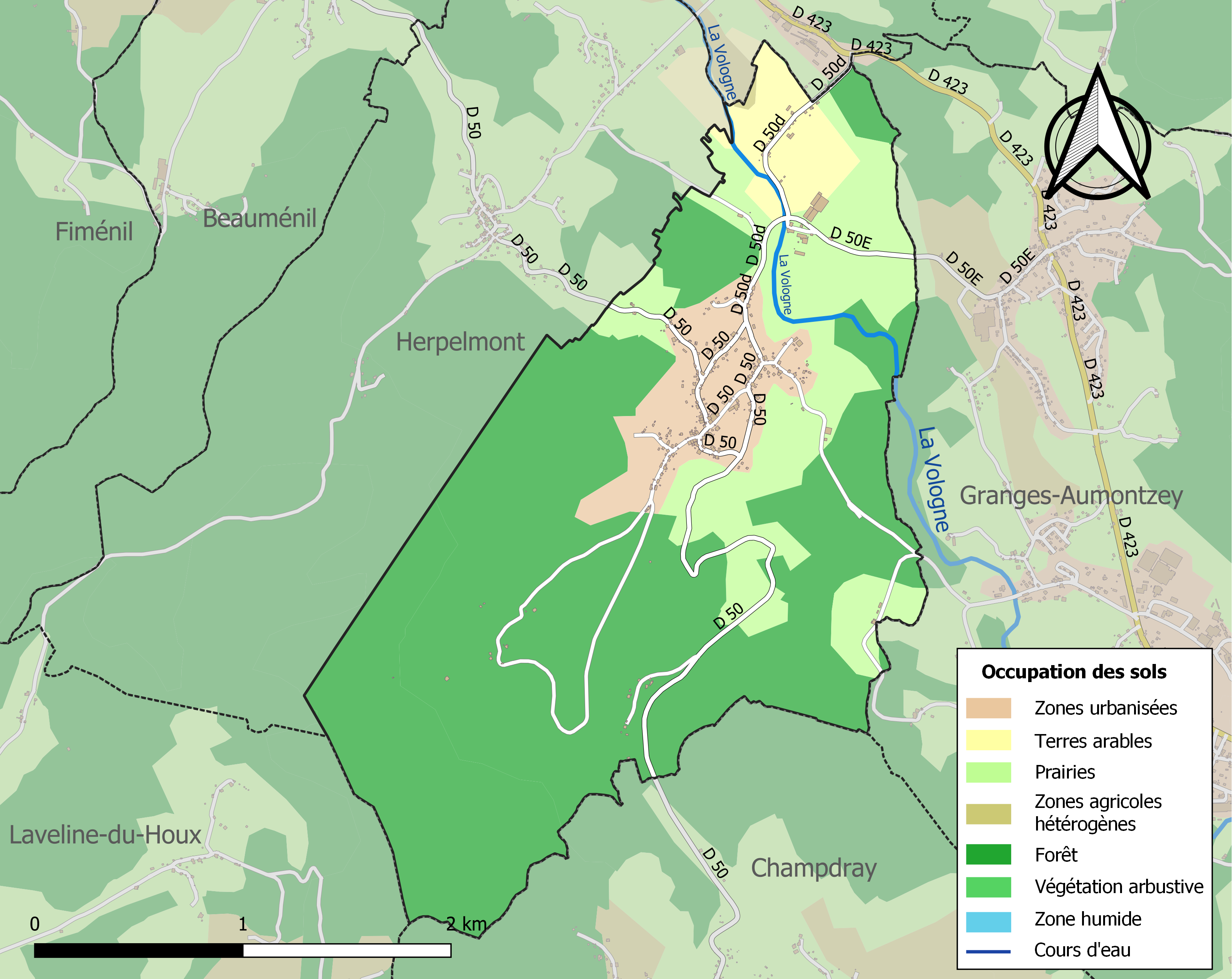
Carte des infrastructures et de l'occupation des sols de la commune en 2018 (CLC).

### Voies de communications et transports

#### Voies routières
- La commune est à 7,4 km de Bruyères, 8,3 de Biffontaine et 63 de Colmar[22].
- A35 (aussi appelée autoroute des cigognes ou l'Alsacienne). Échangeur Colmar.

#### Transports en commun

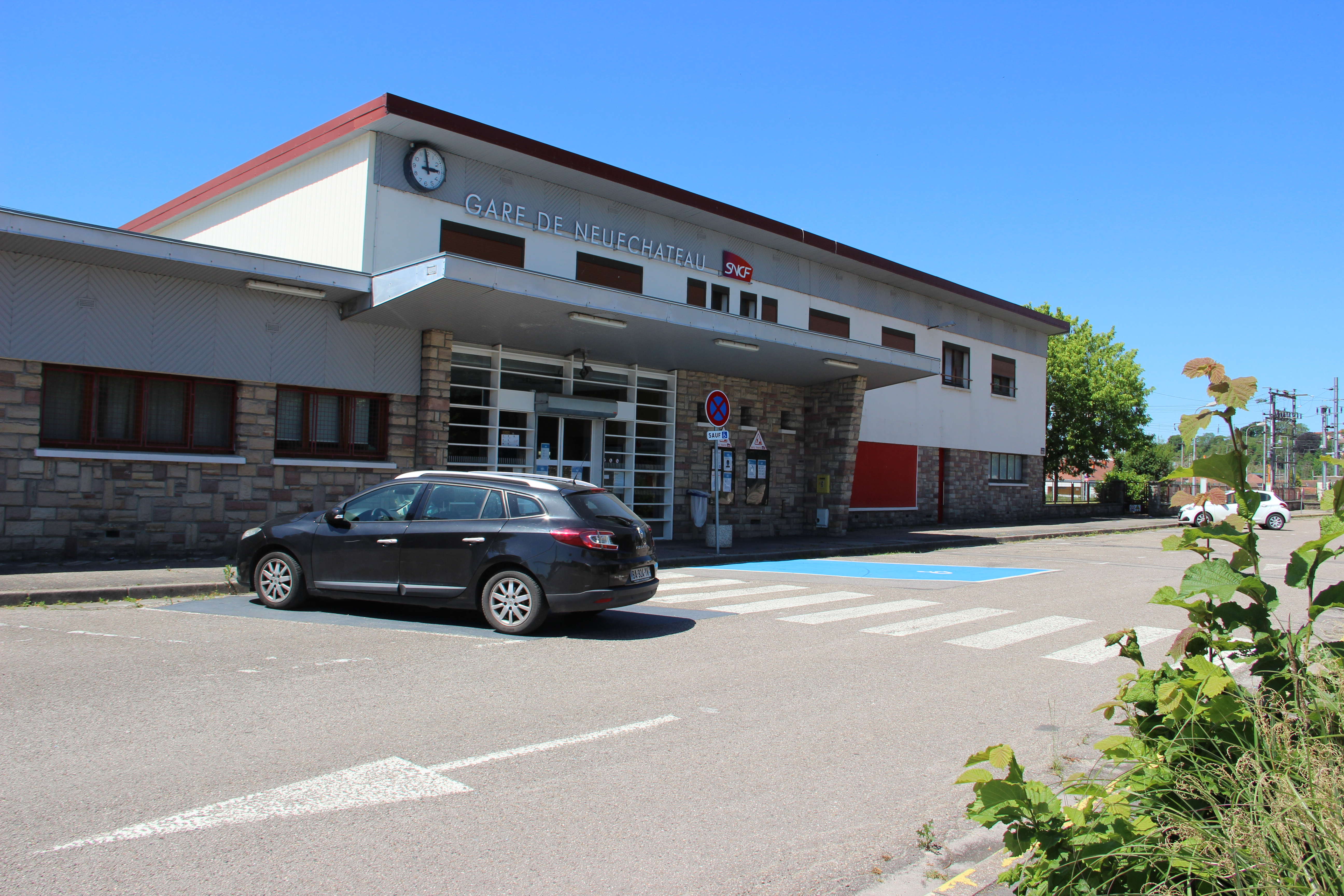
Gare de Bruyères.

- Fluo Grand Est.

#### Lignes SNCF
- Gare de Bruyères.

#### Transports aériens
- L'Aéroport d'Épinal-Mirecourt « Vosges Aéroport ».

À partir de l'été 2021, l’aéroport d’Épinal-Mirecourt est devenu le "pélicandrome" de la Zone Est et servira ainsi de base de ravitaillement et d’intervention pour les avions bombardiers d’eau connus sous le nom de Dash 8.
- Aéroport de Colmar - Houssen.

## Toponymie
Le nom de la localité est attesté sous les formes Joixaruy de la parroche de Champz (1432) ; Jussalru (1519) ; Jussaruy (1572) ; Jussaruz (1580) ; Jussarupt (1620) ; Joichery, Juxarup (1656) ; Juxaruz (1683) ; Juxta Rupem (1768).

On notera la latinisation fantaisiste d'après une vague ressemblance avec la forme déjà altérée Juxarup, devenu Juxta Rupem « à côté de la pierre ».

## Histoire
Le nom du village, Jussalru, est attesté dès 1519. La seigneurie de Jussarupt dépendait
directement du duc de Lorraine et faisait partie du bailliage de Bruyères depuis 1751.
Au spirituel, la commune dépendait de la paroisse de Champ, doyenné d’Épinal.
En 1867, sur 657 hectares, 240 sont en terres labourables, 152 en prés, 173 en bois, 3 en jardins, vergers, chenevières, 79 en friches. Les cultures principales sont le blé, l'orge, l'avoine et la pomme de terre.

## Politique et administration

### Découpage territorial
Par arrêté préfectoral du 15 septembre 2023, la commune est retirée le 1er janvier 2024 de l'arrondissement d'Épinal et rattachée à l'arrondissement de Saint-Dié-des-Vosges.

### Liste des maires
| Période                                  | Période                    | Identité                  | Étiquette | Qualité           |
| ---------------------------------------- | -------------------------- | ------------------------- | --------- | ----------------- |
| Les données manquantes sont à compléter. |                            |                           |           |                   |
| mars 1977                                | mars 1983                  | Claude Gaiffe (1933-2016) |           | Gérant de scierie |
|                                          |                            | Hubert Poirat             |           | Éleveur           |
| 2000                                     | mars 2001                  | Claude Gaiffe (1933-2016) |           |                   |
| mars 2001                                | mars 2008                  | Roger Chardigny           | DVD       |                   |
| mars 2008                                | mars 2020                  | François Dartois (°1938)  |           | Retraité          |
| mars 2020                                | En cours (au 26 août 2020) | Marie-Bénédicte Antoine   |           | Professeur        |

### Budget et fiscalité 2023

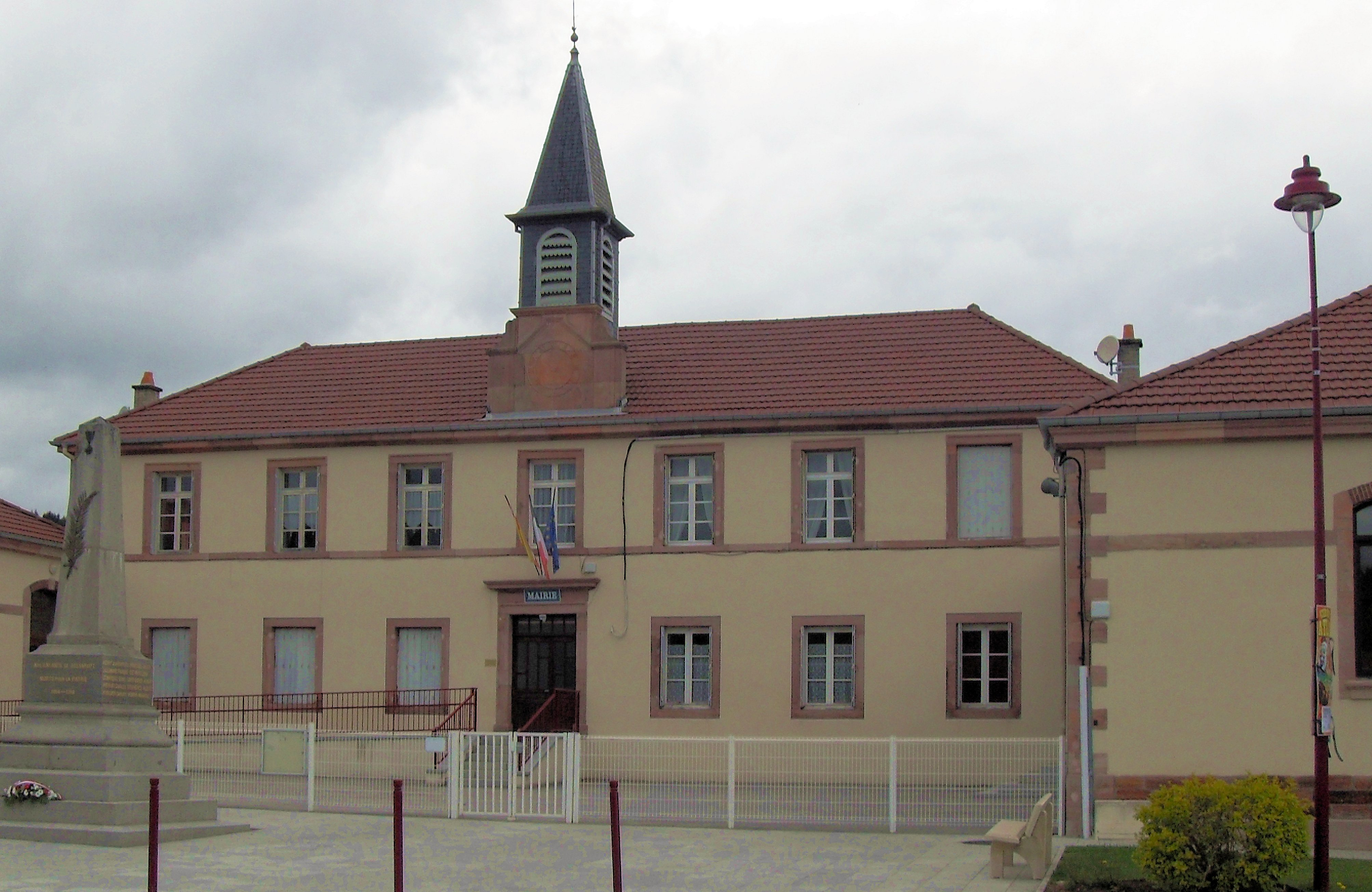
La mairie-école de Jussarupt.

En 2023, le budget de la commune était constitué ainsi :
- total des produits de fonctionnement : 308 000 €, soit 1 141 € par habitant ;
- total des charges de fonctionnement : 232 000 €, soit 860 € par habitant ;
- total des ressources d'investissement : 34 000 €, soit 124 € par habitant ;
- total des emplois d'investissement : 52 000 €, soit 191 € par habitant ;
- endettement : 60 000 €, soit 223 € par habitant.

Avec les taux de fiscalité suivants :
- taxe d'habitation : 20,11 % ;
- taxe foncière sur les propriétés bâties : 38,25 % ;
- taxe foncière sur les propriétés non bâties : 19,68 % ;
- taxe additionnelle à la taxe foncière sur les propriétés non bâties : 0,00 % ;
- cotisation foncière des entreprises : 0,00 %.

Chiffres clés Revenus et pauvreté des ménages en 2021 : médiane en 2021 du revenu disponible, par unité de consommation : 22 230 €.

## Population et société

### Démographie

#### Évolution démographique
L'évolution du nombre d'habitants est connue à travers les recensements de la population effectués dans la commune depuis 1793. Pour les communes de moins de 10 000 habitants, une enquête de recensement portant sur toute la population est réalisée tous les cinq ans, les populations de référence des années intermédiaires étant quant à elles estimées par interpolation ou extrapolation. Pour la commune, le premier recensement exhaustif entrant dans le cadre du nouveau dispositif a été réalisé en 2007.

En 2022, la commune comptait 260 habitants, en évolution de −4,41 % par rapport à 2016 (Vosges : −2,96 %, France hors Mayotte : +2,11 %).
| 1793 | 1800 | 1806 | 1821 | 1831 | 1836 | 1841 | 1846 | 1856 |
| ---- | ---- | ---- | ---- | ---- | ---- | ---- | ---- | ---- |
| 437  | 483  | 502  | 502  | 623  | 590  | 569  | 557  | 516  |

| 1861 | 1866 | 1876 | 1881 | 1886 | 1891 | 1896 | 1901 | 1906 |
| ---- | ---- | ---- | ---- | ---- | ---- | ---- | ---- | ---- |
| 506  | 528  | 514  | 494  | 470  | 476  | 465  | 446  | 458  |

| 1911 | 1921 | 1926 | 1931 | 1936 | 1946 | 1954 | 1962 | 1968 |
| ---- | ---- | ---- | ---- | ---- | ---- | ---- | ---- | ---- |
| 401  | 383  | 366  | 371  | 344  | 321  | 342  | 321  | 327  |

| 1975 | 1982 | 1990 | 1999 | 2006 | 2007 | 2012 | 2017 | 2022 |
| ---- | ---- | ---- | ---- | ---- | ---- | ---- | ---- | ---- |
| 282  | 284  | 277  | 268  | 286  | 288  | 274  | 274  | 260  |

### Enseignement
Établissements d'enseignements :
- Écoles maternelles et primaires à Granges-Aumontzey, Laveline-devant-Bruyères, Rehaupal, Champ-le-Duc, Laval-sur-Vologne, La Chapelle-devant-Bruyères.
- Collèges à Bruyères, Le Tholy, Corcieux, Gérardmer.
- Lycées à Bruyères, Gérardmer, La Baffe.

### Santé
Professionnels et établissements de santé :
- Médecins à Laveline-devant-Bruyères, Granges-sur-Vologne, Bruyères, Brouvelieures, Grandvillers, Le Tholy, Corcieux.
- Pharmacies à Granges-sur-Vologne, Bruyères, Le Tholy, Docelles, Éloyes, Gérardmer.
- Hôpitaux à Bruyères, Gerbépal, Gérardmer, Fraize.
- Centre hospitalier Beatrix de Lorraine à Remiremont.

### Cultes
- Culte catholique, Paroisse Notre-Dame-de-la-Corbeline[37], Diocèse de Saint-Dié.

## Économie

### Entreprises et commerces

#### Agriculture
- Culture d'autres fruits d'arbres ou d'arbustes et de fruits à coque
- Élevage de vaches laitières.
- Élevage d'autres bovins et de buffles.
- Sylviculture et autres activités forestières.

#### Tourisme
- Hébergements et restauration à Jussarupt, Aumontzey, Granges-sur-Vologne, Champdray, Laveline-du-Houx, La Chapelle.

#### Commerces
- Commerces et services de proximité[38].

## Culture locale et patrimoine

### Lieux et monuments

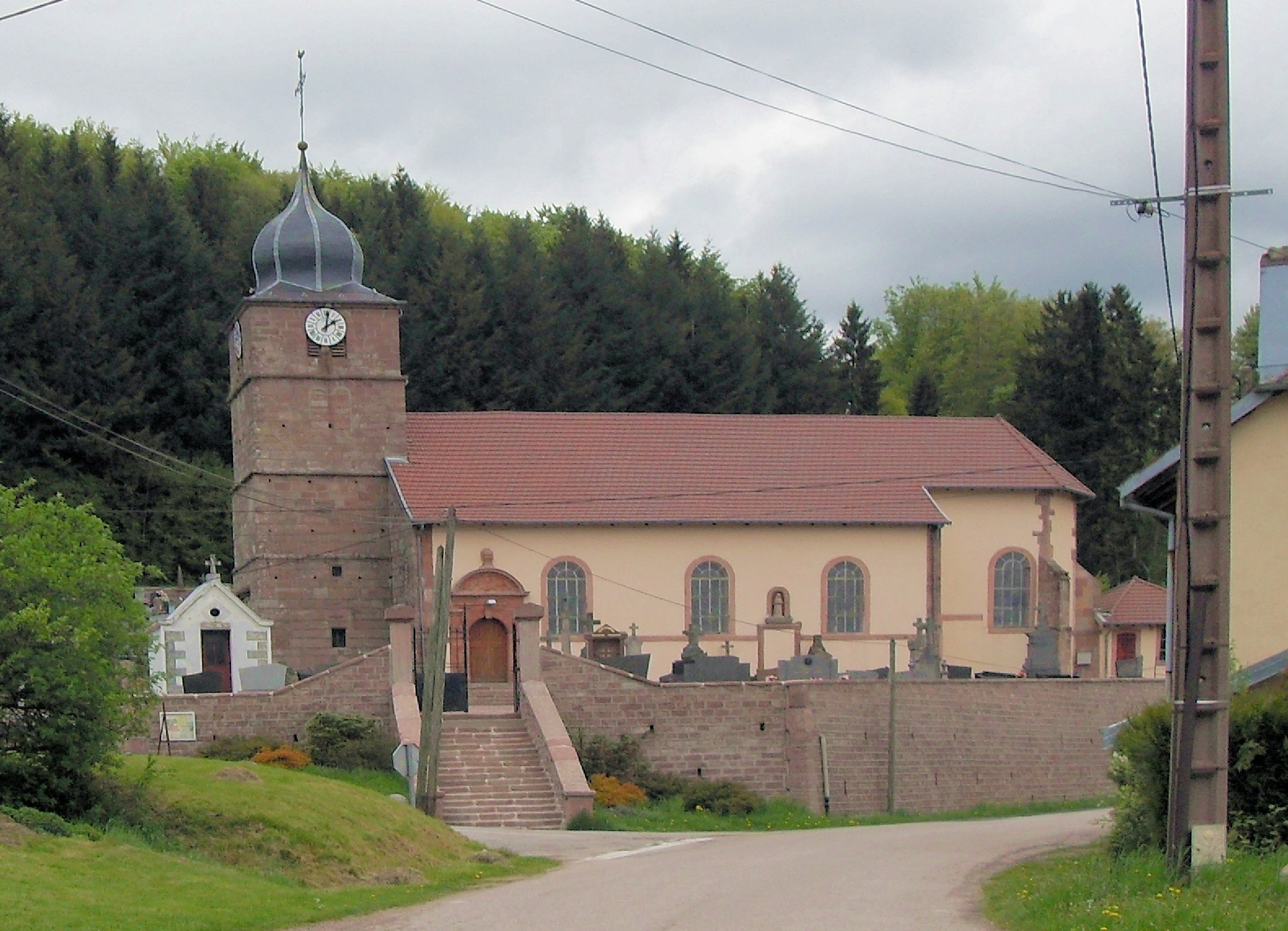
L'église Saint-Léger-et-Sainte-Gertrude de Jussarupt.
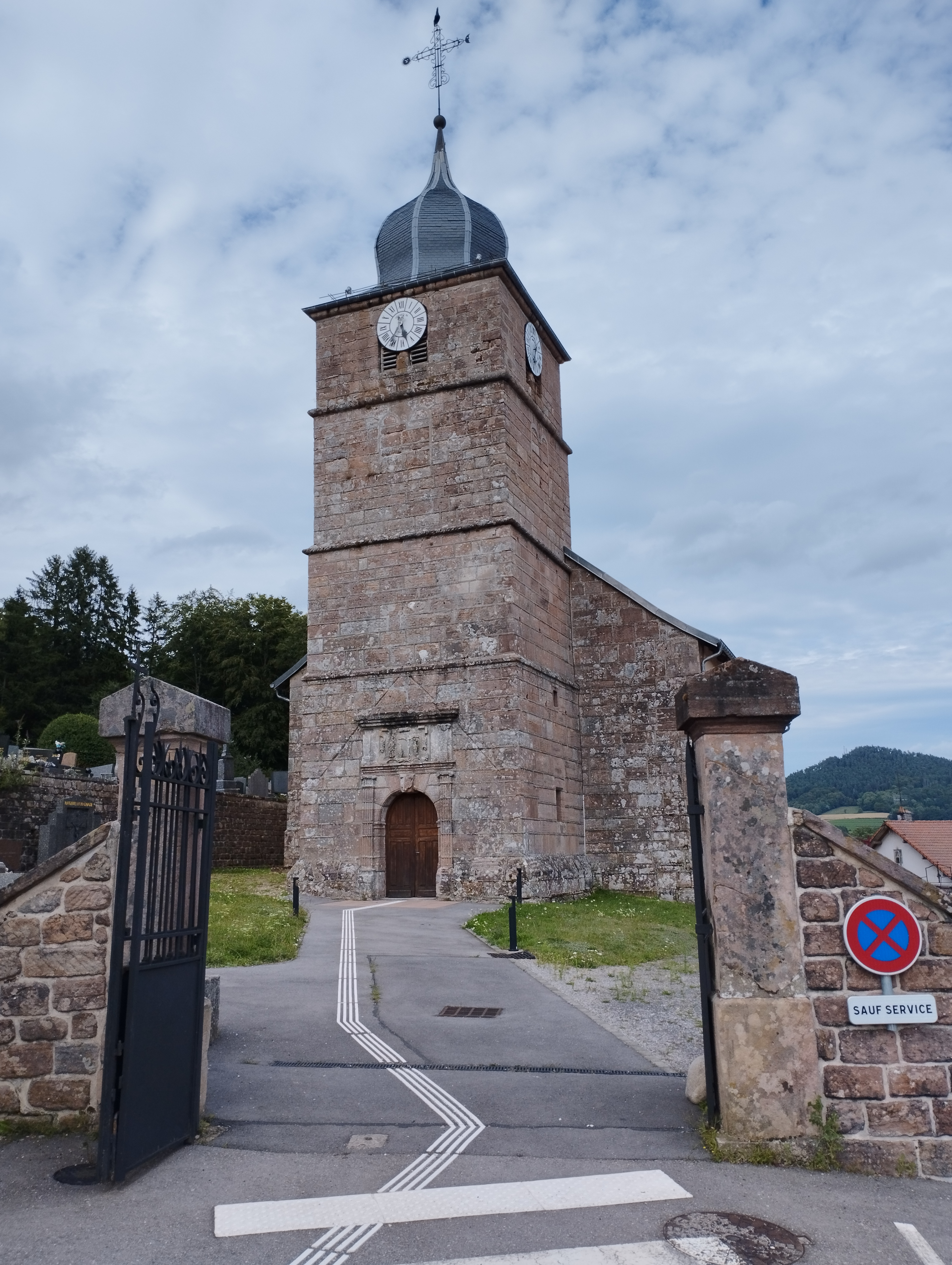
Entrée du cimetière et de l'église de Jussarupt.

- Église Saint-Léger-et-Sainte-Gertrude[39].

fonts baptismaux.
tableau : La Vierge de saint Luc.
- Patrimoine rural recensé pr le service régional de l'Inventaire général du patrimoine culturel[42].
- Les scieries hydrauliques à cadre[43], et la Féculerie de Jussarupt, qui a conservé une partie de ses installations[44].
- Croix et stèle :

Croix de Platicote,
Croix Les Vouaux,
Croix Le Haut Vinot 1,
Croix Le Haut Vinot 2,
Croix Bas Vinot,
Croix Au Pied de La Côte,
Croix de cimetière,
Stèle Voinnnesson.
- Monument aux morts[53],[54].

### Personnalités liées à la commune
- Bernard Laroche, protagoniste de l'affaire Grégory, y est inhumé depuis 1985.
- Médaillés de Sainte-Hélène[55].

### Héraldique, logotype et devise
Commune sans blason.

## Pour approfondir